# Entyloma hieracii
Entyloma hieracii är en svampart som beskrevs av Syd. & P. Syd. 1919. Entyloma hieracii ingår i släktet Entyloma och familjen Entylomataceae.   Inga underarter finns listade i Catalogue of Life.